# World Grand Champions Cup masculine 2013
Navigation
2009 2017
La 6e édition de la World Grand Champions Cup de volley-ball masculin a eu lieu au Japon du 19 au 24 novembre 2013.

## Équipes engagées
Champions continentaux :
- Russie
- États-Unis
- Brésil
- Iran

Wild Card :
- Italie

Nation Organisatrice :
- Japon

## Lieux de la compétition
|  | Tokyo Metropolitan Gymnasium | Ville: Tokyo | Capacité: 10 000 | Année d'ouverture: 1954 |  |  |
|  | Kyoto Prefectural Gymnasium  | Ville: Kyoto | Capacité: 5 500  | Année d'ouverture: 1971 |  |  |

## Compétition

### 1erPhase
- Kyoto - Kyoto Prefectural Gymnasium

### 2ePhase
- Tokyo - Tokyo Metropolitan Gymnasium

## Classement final
| # | Équipe     | Pts | J | G | Gt | Pt | P | Sp | Sc | Ratio | Pp  | Pc  | Ratio |
| 1 | Brésil     | 12  | 5 | 3 | 1  | 1  | 0 | 16 | 6  | 2.667 | 461 | 428 | 1.077 |
| 2 | Russie     | 11  | 5 | 3 | 1  | 0  | 1 | 13 | 5  | 2.6   | 432 | 380 | 1.137 |
| 3 | Italie     | 9   | 5 | 2 | 0  | 3  | 0 | 12 | 10 | 1.2   | 498 | 477 | 1.044 |
| 4 | Iran       | 7   | 5 | 1 | 2  | 0  | 2 | 10 | 10 | 1     | 439 | 450 | 0.976 |
| 5 | États-Unis | 6   | 5 | 1 | 1  | 1  | 2 | 8  | 12 | 0.667 | 466 | 460 | 1.013 |
| 6 | Japon      | 0   | 5 | 0 | 0  | 0  | 5 | 1  | 15 | 0.067 | 295 | 396 | 0.745 |

## Podium final
| Place              | Équipe     |
| ------------------ | ---------- |
| Médaille d'or      | Brésil     |
| Médaille d'argent  | Russie     |
| Médaille de bronze | Italie     |
| 4                  | Iran       |
| 5                  | États-Unis |
| 6                  | Japon      |

## Récompenses individuelles
- MVP : Dmitriy Muserskiy
- Meilleurs réceptionneurs-attaquants : Filippo Lanza  et Dmitri Ilinykh
- Meilleurs centraux : Maxwell Holt  et Emanuele Birarelli
- Meilleur attaquant : Wallace De Souza
- Meilleur libero : Farhad Zarif
- Meilleur passeur : Bruno Rezende